# Joubiniteuthis portieri
Joubiniteuthis portieri còn được gọi là Mực Joubin, là một loài mực hiếm, nhỏ tìm thấy ở cả Đại Tây Dương, Thái Bình Dương và trong trường hợp hiếm hoi, Ấn Độ Dương. Loài này được đặt theo tên Louis Joubin, một nhà động vật học Pháp. Được biết, nó có áo đạt chiều dài 9 cm.